# KC Lightfoot
KC Lightfoot (Lee's Summit, 11 novembre 1999) è un astista statunitense.

## Palmarès
| Anno | Manifestazione  | Sede     | Evento           | Risultato | Prestazione | Note |
| ---- | --------------- | -------- | ---------------- | --------- | ----------- | ---- |
| 2019 | Mondiali        | Doha     | Salto con l'asta | 15º (q)   | 5,50 m      |      |
| 2021 | Giochi olimpici | Tokyo    | Salto con l'asta | 4º        | 5,80 m      |      |
| 2022 | Mondiali indoor | Belgrado | Salto con l'asta | 10º       | 5,60 m      |      |